# إليزابيث ليون
إليزابيث ليون (بالفرنسية: Élisabeth Lion) هي طيارة فرنسية، ولدت في 11 ديسمبر 1904 في بالان في فرنسا، وتوفيت في 9 يناير 1988 في Magnanville ‏ في فرنسا.